# Miraflores (Chaco)
Miraflores es una localidad de la Argentina, ubicada en el departamento General Güemes de la Provincia del Chaco. Localizada en el Impenetrable Chaqueño, es un puesto de avanzada de la colonización agrícola, y la última población con acceso pavimentado.
Dentro de su jurisdicción se encuentra el paraje Las Hacheras, acceso al Parque nacional El Impenetrable.

## Historia
El área estaba poblada por los pueblos indígenas de los qomlek y wichí. Durante la colonia española en sus proximidades se erigió la localidad de San Bernardo de Vértiz.
En 1910 se estableció un grupo de colonos provenientes de la provincia de Salta, siguiendo el curso del río Bermejo. En 1919, y especialmente en 1923 se realizó una campaña para desarrollar el cultivo del algodón en el Chaco, lo que atrajo a inmigrantes europeos a la zona. El gobernador Tauguinas creó el municipio de tercera categoría en 1992, y se nombró delegado organizador a Antonio Prieto. El edificio del centro cívico se utilizó como sede municipal.
Pasó a ser municipio de segunda categoría por ley n.º 5499, sancionada el 16 de diciembre de 2004.

## Salud
Conforma el área N° 65 de Zona Sanitaria VI, dependiente del Ministerio de Salud Pública del Chaco.
Puesto Sanitario "A", nivel de complejidad II, que cuenta con servicios de médicos generalistas, guardias, partos, internación, odontología, laboratorio.
Puestos Sanitarios "B": son en total 44, atendidos por un auxiliar de enfermería, encargado de acciones de promoción y prevención básicamente.

## Educación
Jardín de Infantes, Cuenta con escuelas de Educación General Básica, Nivel Secundario E.N.S N°90, y terciarios Instituto de Nivel Superior René Favaloro.

## Población
Su población era de 2037 habitantes (Indec, 2001), lo que cuadruplica los 459 habitantes (Indec, 1991) del censo anterior. En el municipio el total ascendía a los 7946 habitantes (Indec, 2001).

## Medios de comunicación
Portales Digitales: www.ciudadanosdeentrecasa.com
Cuenta con las emisoras de radios: Fm del Sol 89.3 MHz. www.fmdelsol893.com.ar Archivado el 27 de noviembre de 2020 en Wayback Machine.  Fm Los Ángeles, 107.1 MHz, Fm Corazón 92.5 MHz, Fm Contacto 94.5 MHz, Fm del Sol 89.3 MHz, Fm Atalaya 93.7 MHz.
Cuenta además con un canal de aire gratuito denominado: canal 13 La Familia que transmite la señal de canal 9 de Resistencia con un alcance de 25 km.

## Vías de acceso
La principal vía de acceso es la Ruta Provincial 9, que la vincula al sur con Juan José Castelli, y al norte con Misión Nueva Pompeya y Wichí. El tramo entre Castelli y Miraflores se encuentra pavimentado, no así al norte de la misma.

## El Techat
En 1981, 25 familias wichí de El Sauzalito y de Nueva Pompeya, fueron desalojados y compulsivamente trasladados a un paraje a 18 km de Miraflores, al que la nación originaria bautizó como "El Techat", que significa "plantas de vinal (Prosopis vinal). Nunca tuvieron mejora alguna, padeciendo necesidades y enfermedades. En 1983, su entorno familiar comenzó a mejorar; recibiendo asistencia médica (tuberculosis)
Son 1850 ha, con 70 familias Wichi. Cuenta con "Escuela Bilingüe", tienen Electrificación rural e informática, Sala de Salud con auxiliar en enfermería, quien solicita por radio ambulancia y médico del Puesto Sanitario de Miraflores. El Gobierno provincial y la Municipalidad de Miraflores, construyeron en ese Paraje aljibes, represas y cisternas de 5000 y 2000 l, que son llenadas con camiones comunales.

## Economía
La empresa MSU Argentina instaló un parque solar en Miraflores con una capacidad de 20MW, cuya apertura está prevista para mayo de 2025.